# WANDER
『WANDER』（ワンダー）は障子久美1作目のシングル。1990年6月21日に、ビクターエンタテインメントから発売。2020年9月2日MEG-CDから再発売、同年10月14日に配信でも発売された。「RHYTHM OF SILENCE」からのリカットシングル。

## 収録曲
1. WANDER -  MEIJIスイートストロベリーCM曲（CMには阿部寛が出演）
2. どこかであなたを
3. 最後の笑顔